# WestlandUtrecht Bank
WestlandUtrecht Bank (WUB) is een Nederlandse consumentenbank die is ontstaan aan het einde van de 19e eeuw. 

## Historie

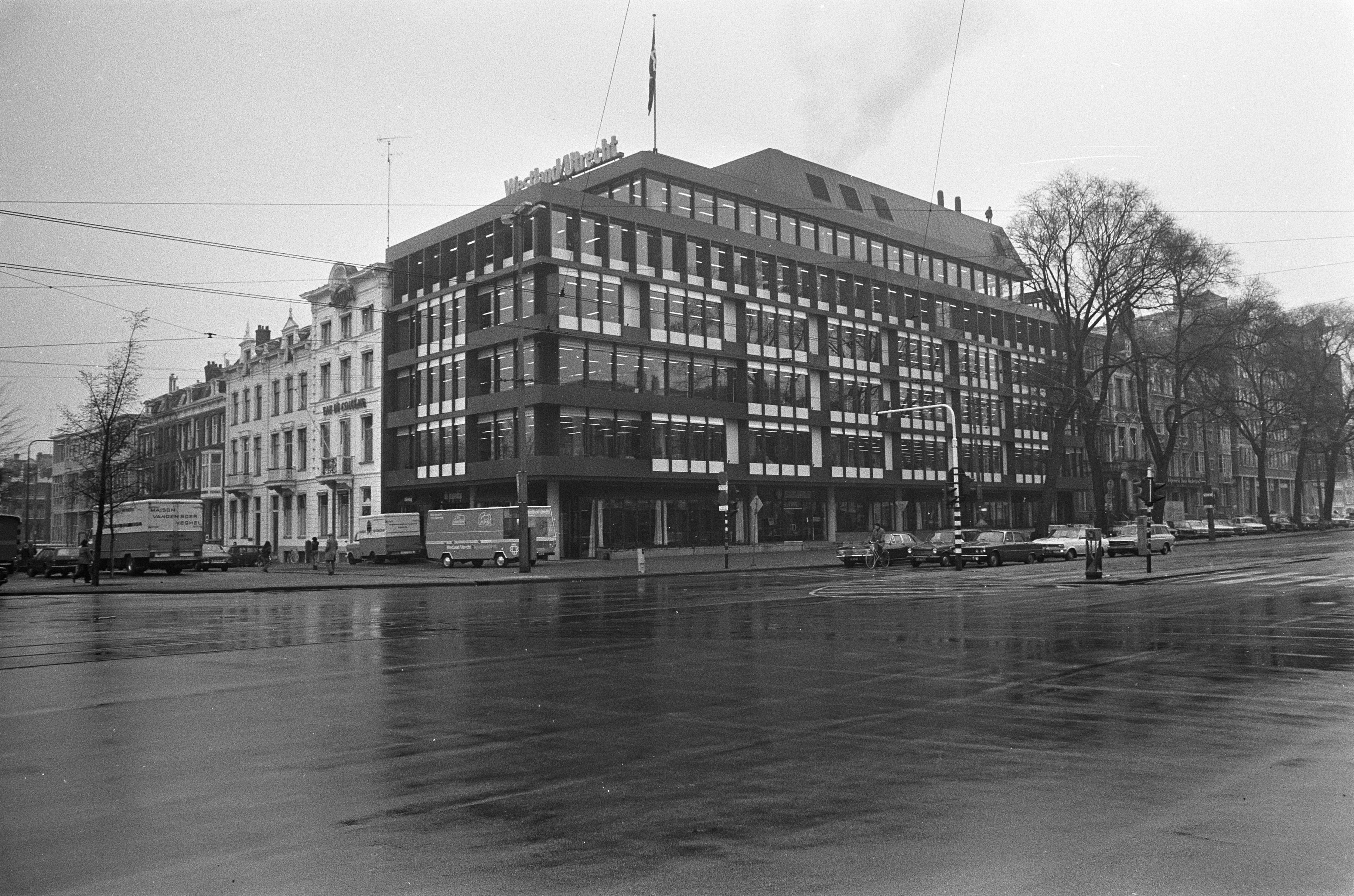
Het hoofdkantoor van de "WestlandUtrecht" aan de Sarphatistraat, Amsterdam in 1974

De WestlandUtrecht Hypotheekbank (WUHB) was het resultaat van een fusie in 1969 van de Westlandsche Hypotheekbank (opgericht in 1893) en de Utrechtsche Hypotheekbank (1882), beide opgericht aan het eind van de 19e eeuw. In de jaren tachtig van de 20e eeuw was WestlandUtrecht een traditionele hypotheekbank. 
Door een sterke stijging van de reële rente en een terugvallende economische groei stortte in Nederland de markt voor onroerend goed in en raakte WUHB begin jaren tachtig in de problemen. WUHB had niet alleen hypothecaire leningen verstrekt, maar was ook actief geworden als projectontwikkelaar in onroerend goed. De Nederlandsche Bank deed in 1981 een beroep op grote banken en verzekeraars om de WUHB te redden.
De verzekeraar Nationale-Nederlanden was op dat moment al financieel betrokken bij de bank, het had 7% van de aandelen in handen en ruim 260 miljoen gulden aan leningen verstrekt. In 1982 werd WUHB gered middels een overname door Nationale-Nederlanden. De overname was geen succes en keer op keer kwamen nieuwe tegenvallers aan het licht. Nationale-Nederlanden heeft in totaal zo’n 700 miljoen gulden op de waarde van WUHB moeten afschrijven. Pas in het begin van de jaren negentig waren de problemen grotendeels opgelost en leverde het een winstbijdrage op een acceptabel niveau.
Na een fusie met NMB Postbank vormde Nationale-Nederlanden de ING Groep waar WestlandUtrecht een weinig gepromoot merk van werd. In 2001 probeerde ING al WestlandUtrecht te verkopen.

## ING Groep moet WUB afstoten (2008–2012)
Door de bankencrisis van 2008 kwam de ING Groep zelf in de problemen. De overheid moest steun verlenen aan ING. Een van de voorwaarden van deze steun is een afslankoperatie waarbij ING haar verzekeringsactiviteiten (met name Nationale-Nederlanden) en een deel van de bankactiviteiten afstoot.
Om aan deze voorwaarden te voldoen blies ING het merk WestlandUtrecht in 2010 nieuw leven in. De naam WestlandUtrecht Hypotheekbank werd gewijzigd in WestlandUtrecht Bank. De hypotheken van Nationale-Nederlanden en de consumptieve kredieten van de voormalige Postbank werden naar de nieuwe bank overgebracht. Het was de bedoeling hiermee een nieuwe consumentenbank te lanceren. Voor simpele producten zoals sparen ging de bank, via internet, direct met de consument zaken doen. Complexe producten zoals hypotheken werden alleen maar via intermediairs aangeboden.
Het was de bedoeling van ING deze nieuwe bank op korte termijn te verkopen om zo te voldoen aan de Europese voorwaarden die aan de staatssteun waren gesteld. De nieuwe bank zou de vijfde plaats innemen op de lijst van grootste consumentenbanken in Nederland.

## Aanpassing plannen (2012–2015)
Het afstoten van de WestlandUtrecht Bank is onder de moeilijke marktomstandigheden en veranderende wet- en regelgeving niet mogelijk gebleken. In november 2012 bereikte ING overeenstemming met de Europese Commissie om de verkoopplannen te wijzigen. Onder de gewijzigde voorwaarden zal een deel van de activiteiten en werknemers van WestlandUtrecht Bank overgaan naar Nationale-Nederlanden, terwijl de rest bij het aparte WestlandUtrecht Bank-onderdeel binnen ING Retail Banking Nederland blijft.
De spaar- en beleggingsactiviteiten van WestlandUtrecht Bank werden in 2013 samengevoegd met die van Nationale-Nederlanden en gingen verder onder de naam Nationale-Nederlanden Bank. Deze bank ging naast hypotheken andere bancaire diensten aanbieden zoals spaarproducten, banksparen, beleggingen en consumptief krediet om hiermee – zoals ook in het oorspronkelijke plan was afgesproken – een concurrerende consumentenbank op de Nederlandse markt te willen worden. Na de beursgang van Nationale-Nederlanden (onder de naam NN Group) in 2014 heeft ING in twee jaar tijd alle aandelen in deze tak van het concern afgestoten.
Van de Nederlandse hypotheekportefeuille van WestlandUtrecht Bank in 2013 van € 36,4 miljard werd € 2,6 miljard overgeheveld naar Nationale-Nederlanden Bank. ING Bank behield de resterende hypotheekportefeuille ter waarde van € 33,8 miljard. Op 1 januari 2015 is de WestlandUtrecht Bank opgeheven als vennootschap door fusie met ING; het is nu nog een afdeling binnen ING voor het beheer van de nog lopende hypotheken en relaties; sinds 2012 werden er al geen hypotheken meer afgesloten met nieuwe klanten.